# Ricanoptera ramakrishna
Ricanoptera ramakrishna är en insektsart som beskrevs av William Lucas Distant 1916. Ricanoptera ramakrishna ingår i släktet Ricanoptera och familjen Ricaniidae. Inga underarter finns listade i Catalogue of Life.